# Marek Sanecki
Marek Sanecki (ur. 27 lipca 1931 w Warszawie, zm. 18 sierpnia 2023 tamże) – polski lekarz epidemiolog, specjalista zdrowia publicznego, nauczyciel akademicki, doktor habilitowany nauk medycznych.

## Życiorys
W 1955 ukończył studia w Wydziale Lekarskim Akademii Medycznej w Warszawie. W 1961 po odbyciu studiów podyplomowych w University of Bristol uzyskał dyplom zdrowia publicznego, a w 1964 ukończył podyplomowe studia afrykanistyczne w Uniwersytecie Warszawskim. Specjalista w zakresie epidemiologii (I stopień w 1959 i II stopień w 1961), chorób zakaźnych (1959) i organizacji ochrony zdrowia (II stopień w 1970).
W 1950, jeszcze w trakcie studiów, rozpoczął pracę w Zakładzie Epidemiologii Państwowego Zakładu Higieny, w którym w 1964 uzyskał stopień doktora nauk medycznych na podstawie rozprawy pt. Różnice epidemiologiczne czerwonki typu Flexner i typu Sonne w Polsce w latach 1954–1962. W Państwowym Zakładzie Higieny pracował do 1965. Jednocześnie w 1962 rozpoczął pracę w Katedrze Organizacji Ochrony Zdrowia Studium Doskonalenia Lekarzy w Akademii Medycznej w Warszawie. Początkowo jako starszy asystent, następnie od 1966 jako starszy wykładowca i od 1970 adiunkt. W 1971 po przekształceniu Studium Doskonalenia Lekarzy w samodzielną placówkę naukowo dydaktyczną pod nazwą Centrum Medyczne Kształcenia Podyplomowego, automatycznie został pracownikiem Studium Medycyny Społecznej CMKP. W tej uczelni w 1973 na podstawie pracy pt. Koncepcje i systemy ochrony zdrowia w Afryce tropikalnej uzyskał stopień doktora habilitowanego oraz został mianowany na stanowisko docenta. W 1978, po przejściu prof. Bogusława Kożusznika na emeryturę, objął stanowisko dyrektora Studium Medycyny Społecznej CMKP. Funkcję tę pełnił do emerytury w 1991.
W latach 1966–1970 pracował w Światowej Organizacji Zdrowia. Od 1966 do 1969 jako doradca regionalny ds. zwalczania chorób zakaźnych oraz organizacji służb przeciwepidemicznych w Biurze Regionalnym na Afrykę w Brazzaville. Następnie do 1970 w Departamencie Służb Zdrowia Publicznego w Centrali Światowej Organizacji Zdrowia w Genewie.
Po przejściu na emeryturę w 1991 był wykładowcą i przewodniczącym Rady Programowej Centrum Edukacji i Doradztwa Służby Zdrowia w Warszawie. Wykładał również jako, profesor nadzwyczajny w Wyższej Szkole Ekologii i Zarządzania w Warszawie. Prowadził także wykłady m.in.: w Studium Podyplomowym Zarządzania Organizacjami Ochrony Zdrowia, w Katedrze Zarządzania Szkoły Głównej Handlowej oraz w Studium Podyplomowym Farmakoekonomiki, Marketingu i Prawa Farmaceutycznego Szkoły Biznesu Politechniki Warszawskiej. W latach 2004–2010 był ponownie zatrudniony jako wykładowca w Centrum Medycznym Kształcenia Podyplomowego w Szkole Zdrowia Publicznego, gdzie kontynuował działalność dydaktyczną.
Autor lub współautor ponad 100 publikacji, w tym wielu prac oryginalnych, podręczników oraz monografii z zakresu metodologii epidemiologicznej, epidemiologii chorób zakaźnych, ewolucji systemu opieki zdrowotnej w Polsce, istniejących modeli opieki zdrowotnej i ubezpieczeń zdrowotnych w krajach europejskich i pozaeuropejskich. Promotor 6 prac doktorskich oraz wielu prac magisterskich i dyplomowych.

## Odznaczenia
- Złoty Krzyż Zasługi (1988)
- Srebrny Krzyż Zasługi (1984)
- Odznaka „Za wzorową pracę w służbie zdrowia” (1982)